# Усадебный дом Армандов
Усадебный дом Армандов — усадьба, расположенная в деревне Ельдигино Пушкинского городского округа Московской области.

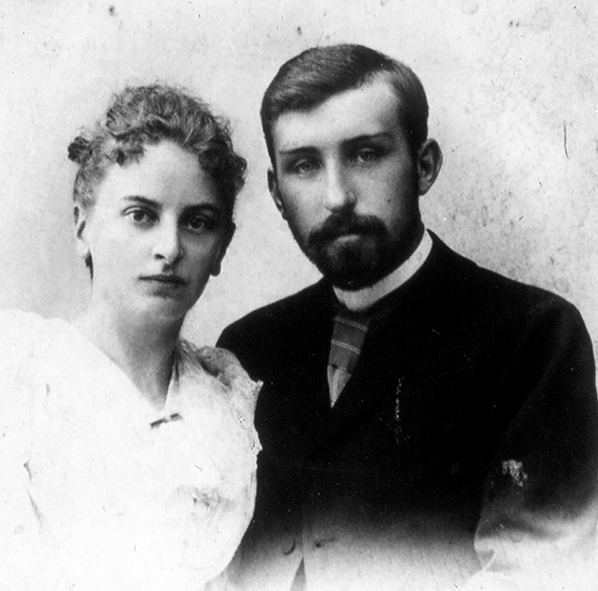
Александр Евгеньевич Арманд с супругой Инессой Фёдоровной Арманд в год свадьбы, 1893 год

## История
История села Ельдигино началась с 1501 года, когда оно впервые было упомянуто в грамоте.
В 1694 году князь Борис Иванович Куракин вступил в права наследования, уделяя много времени своей подмосковной усадьбе, которая в то время состояла из дома, голландского сада и плотины с прудами. Каменная Троицкая церковь, сохранившаяся до наших дней, была возведена князем в 1735 году на месте обветшавшей деревянной церкви в стиле раннего петровского барокко.

### Эпоха Армандов
С 1877 года Арманды владели сёлами Алёшино и Ельдигино. Имение Ельдигино купил Евгений Арманд. Новый владелец-фабрикант сразу же привёл усадьбу в порядок: он красил крышу храма, расписывал стены в духе академического направления русской религиозной живописи.
За сына Евгения Арманда вышла замуж будущая революционерка Инесса Фёдоровна Арманд. В 1893 году имение Ельдигино было подарено Инессе и Александру Армандам в качестве свадебного подарка. Рене Павловна Арманд писала в своей книге, что Инесса долго не хотела переезжать туда и покидать большую и дружную семью мужа, которая проживала в селе Пушкино. После Октябрьской революции 1917 года имения Армандов Ельдигино и были национализированы.

### 1920-е годы
Планы местности, сохранившиеся при муниципализации, позволяют воссоздать полную картину всех зданий и служб, имевшихся в то время. На плане от 23 июня 1923 года, составленном техником Уездной техническо-строительной конторы, изображено дачевладение Софринской волости Сергиевского уезда Московской губернии, расположенное у села Ельдигино.
Каждая постройка отмечена буквой — судя по ним, на участке было не менее 16 построек. Самое большое здание на плане отмечено буквой «З»: «дом деревянный на каменном фундаменте с крыльцом, балконом, сенями и террасой, крытый железом частично в один-два этажа». Кроме основного дома в план включены одноэтажный деревянный дом с мезонином, крыльцом и сенями, два конюшни с каменными колоннами, навес, четыре погреба, двухэтажный дом с крыльцом, террасами и сенями, деревянная водокачка, каретный сарай, амбар и несколько обычных сараев.

План подкрепляется подробным актом об изношенности и необходимости ремонта отдельных строений на территории. Техник, проводивший осмотр, отметил по главному дому десять пунктов. Требовались ремонт кровли, фундамента, водосточных труб, лестницы, перекладка полов на кухне, побелка стен, потолков и другие работы. Почти все постройки нуждались в ремонте крыш, а в домах требовался ремонт голландских печей.
В июле 1923 года Коммунальный отдел Сергиевского уисполкома сдал в аренду Добровольному потребительскому обществу торговые и складские помещения имения под буквами «Ж», «Д», «Б», «В», «К». Срок аренды был указан до конца декабря того же года. В выписке из протокола заседания комиссии по демуниципализации владений города Сергиева (ныне Сергиев Посад) от 17 августа 1923 года указано, что эти строения были переданы Добровольному потребительскому обществу сроком на два года. Главный усадебный дом под буквой «З» был сдан в аренду Уполитпросвету Ельдигинской ячейки. Все остальные постройки комиссия решила продать на аукционе.
19 сентября 1923 года заведующий Отделом коммунального хозяйства Голято собрал информацию о том, кто занимал постройки в бывшем поместье. Так, жилой дом под литерой «А» занимала семья Матвея Брядова, также есть запись, что с 1 июля Матвей платил по 10 копеек за 4 квадратные сажени. Вместе с гражданином Андреевым Брядов занимал навес под буквой «Г». Сарай под буквой «Р» занимали Андреев и Будин.
22 марта 1924 года жилому дому под буквой «Ж» была дана оценка по поводу ремонта и определена необходимая для этого сумма — 338 рублей 40 копеек. Через 6 дней дом опять стали сдавать в аренду потребительскому обществу до марта 1927 года.
В 1925 году Ельдигинский сельский совет просит Софринский ВИК сдать во временное пользование гражданам Школьного посёлка, находящегося рядом с Ельгидино, навес и один из сараев.
Стоит также отметить документ от 7 мая 1927 года, согласно которому, по-видимому, главный усадебный дом сдавался на лето под детский лагерь. Заведующий Ельдигинской учебно-ремесленной мастерской Марченков и представитель месткома ВСНХ РСФСР вожатый отрядов юных пионеров Чемерикин подписали договор об аренде верхнего этажа мастерской в количестве пяти комнат, предназначенного для пионерского общежития, нижние помещения отводились под столовую, кухню и подвалы. Посуда выделялась под личную ответственность Чемерикину. Пионерам выделялась площадка для игр на улице. Аренда на лето составляла 350 рублей. Чемерикин взялся за то, что бы сделать в доме необходимый ремонт, пообещал ухаживать за садом, огородом и парком.
С тех пор главный усадебный дом Армандов в Ельдигино занимали детские учреждения. В более поздние советские времена в доме располагалась школа.

### Современное состояние
В старинном особняке Армандов в Ельдигино был открыт небольшой музей. Главный дом сохранялся вплоть до начала 2000-х годов. Однако двухэтажный деревянный дом не уцелел и сгорел в 2004 году.
Сохранились очертания липовой аллеи и каскадные пруды. В парке уцелели долгоживущие сибирские пихты и лиственницы. Среди зелёных насаждений возле церкви в Ельдигино до сих пор можно увидеть маленькое крыльцо, которое когда-то вело к главному усадебному дому.

## Описание
В Ельдигино, ещё будучи ребёнком, бывал физико-географ Давид Львович Арманд. В его воспоминаниях подробно описывается усадьба:
Летнее время семья проводила в Ельдигине. В доме было 20 комнат для каждого, телефонная, буфетная, будуар, лаборатория. В доме имелось четыре уборных. В столовой – камин, на крыше – площадка для загорания. Сад – десятины на две, пруд с островом, маленький мостик. Вокруг парка был вал-гребешок, по нему шла окружная прогулочная тропинка. Было три огромных сеновала, которые за зиму съедали коровы и выездные лошади. К саду примыкала Троицкая церковь, а рядом располагались школы. Кроме домашней прислуги, в Ельдигине жил Григорий Клейменов, управляющий. Жил он в отдельном двухэтажном доме. Имелась конюшня со стойлами и именными дощечками лошадей, рядом коровник. Был большой каретный сарай, где хранились экипажи всех сортов. Имелись погреба с коническими крышами. Химическая лаборатория. В большом санном сарае построили сцену. Из города выписывали костюмы, оттуда же приезжал гримёр.